# スーパーサックス
スーパーサックス（Supersax）は、サックス奏者のメッド・フローリーとベーシストのバディ・クラークによって、サックス奏者チャーリー・パーカーへのトリビュートとして1972年に結成されたアメリカ合衆国のジャズ・グループである。グループの音楽は、パーカーの即興演奏をハーモナイズしたアレンジで構成されており、サックス・セクション（2人のアルト、2人のテナー、およびバリトン）、リズム・セクション（ベース、ピアノ、ドラム）、および金管楽器（トロンボーンまたはトランペット）によって演奏された。

## 略歴
このグループで録音した著名なブラス・ソリストには、コンテ・カンドリ (トランペット)、フランク・ロソリーノ (トロンボーン)、カール・フォンタナ (トロンボーン)がいる。グループのレコーディングでは、彼らの音楽はしっかりとオーケストレーションされ、フローリーによるアレンジには即興の必要性がほとんど、またはまったくなかった（ただし、バンド・メンバーはライブ・パフォーマンスにおいてソロを演奏することがよくあった）。
サックス奏者のウォーン・マーシュはグループの初期ラインナップのメンバーであり、公式にリリースされた楽曲でソロを演奏する自由は与えられなかったが、リー・コニッツはウォーンがソロを演奏しているグループの海賊版テープがあると述べた。
彼らは1974年にグラミー賞の「グループによるベスト・ジャズ・パフォーマンス」を受賞した。彼らはまた、L.A.ヴォイセスが「ベスト・ジャズ・ボーカル・パフォーマンス - デュオ・オア・グループ」にノミネートされたことにより、1983年に録音された『スーパーサックス&L.A.ヴォイセス - L.A.』で部分的ながらグラミー賞にノミネートされた。メッド・フローリーは、このレコーディングのためのボーカル・アレンジも担当した。

## ディスコグラフィ

### アルバム
- 『スーパーサックス・プレイズ・バード』 - Supersax Plays Bird (1973年、Capitol)
- 『ソルト・ピーナッツ』 - Salt Peanuts: Supersax Plays Bird Vol. 2 (1974年、Capitol)
- 『スーパーサックス・プレイズ・バード・ウィズ・ストリングス』 - Supersax Plays Bird with Strings (1975年、Capitol)
- 『チェイシン・ザ・バード』 - Chasin' the Bird (1977年、MPS)
- 『ダイナマイト!』 - Dynamite!! (1979年、MPS)
- 『スーパーサックス&L.A.ヴォイセス - L.A.』 - Supersax & L.A. Voices: L.A. (1983年、Columbia)
- 『スーパーサックス&L.A.ヴォイセス - Vol.2』 - Supersax & L.A. Voices Vol. 2 (1984年、CBS)
- 『スーパーサックス&L.A.ヴォイセス - Vol.3』 - Supersax & L.A. Voices Vol. 3: Straighten Up and Fly Right (1986年、CBS)
- 『ストーン・バード』 - Stone Bird (1988年、Columbia)
- Live in '75: The Japanese Tour (1998年、Hindsight)
- Live in '75: The Japanese Tour Vol. 2 (1999年、Hindsight)[7]